# مینتر (آلاباما)
مینتر (به انگلیسی: Minter) یک منطقهٔ مسکونی در ایالات متحده آمریکا است که در شهرستان دالاس، آلاباما واقع شده‌است. مینتر ۵۳٫۹۵ متر بالاتر از سطح دریا واقع شده‌است.